# Plume d’Or 1991
Der Plume d’Or 1991 im Badminton wurde vom 15. bis zum 17. Mai 1991 in Straßburg ausgetragen. Sieger wurde das Team aus Frankreich. Es war die 18. Auflage der Veranstaltung.

## Ergebnisse
- Belgien –  Frankreich 2:5
- Belgien –  Gibraltar 7:0
- Belgien –  Portugal 3:4
- Tschechoslowakei –  Frankreich 2:5
- Tschechoslowakei –  Luxemburg 7:0
- Tschechoslowakei –  Portugal 1:6
- Frankreich –  Luxemburg 7:0
- Frankreich –  Portugal 5:2
- Gibraltar –  Portugal 0:7
- Luxemburg –  Gibraltar 6:1

## Endstand
- 1.  Frankreich
- 2.  Portugal
- 3.  Belgien
- 4.  Tschechoslowakei
- 5.  Israel
- 6.  Luxemburg
- 7.  Gibraltar